# Papineau (municipalité régionale de comté)
Pour les articles homonymes, voir Papineau.
Papineau est une municipalité régionale de comté (MRC) située dans la région administrative de l'Outaouais au Québec (Canada). Son chef-lieu est Papineauville et, depuis 2017, son préfet est Benoît Lauzon. 

## Toponymie
Elle est nommée en l'honneur de Louis-Joseph Papineau, seigneur de la Petite-Nation durant 37 ans, de 1817 à 1854.

## Géographie
La MRC de Papineau est arrosée au sud par la rivière des Outaouais. Elle est bornée à l'ouest par la ville de Gatineau et la MRC des Collines-de-l'Outaouais, au nord par la MRC d'Antoine-Labelle, au nord-ouest par la MRC des Laurentides et à l'est par la MRC d'Argenteuil. La province de l'Ontario se trouve sur la rive opposée de l'Outaouais, plus précisément les comtés unis de Prescott et Russell au sud et la ville d'Ottawa au sud-ouest. Jusqu'au 31 décembre 2021, la superficie totale du territoire de la MRC est de 3 205,9 km2, dont 2 941,2 km2 terrestres. Depuis le 1er janvier 2022, avec l'inclusion de Notre-Dame-de-la-Salette au sein du territoire, la superficie du territoire est de 3 318,54 km2, dont 3 015,38 km2 terrestres. 

### Entités territoriales
La MRC est constituée de vingt-cinq municipalités locales.
| Nom                      | Statut                 | Population 2021 | Superficie (km2) | Densité (h/km2) | Ref. |
| ------------------------ | ---------------------- | --------------- | ---------------- | --------------- | ---- |
| Boileau                  | Municipalité           | 405             | 141,3            | 2,87            |      |
| Bowman                   | Municipalité           | 667             | 164,4            | 4,06            |      |
| Chénéville               | Municipalité           | 848             | 66,8             | 12,69           |      |
| Duhamel                  | Municipalité           | 487             | 481,9            | 1,01            |      |
| Fassett                  | Municipalité           | 453             | 15,5             | 29,23           |      |
| Lac-Simon                | Municipalité           | 1 057           | 121,9            | 8,67            |      |
| Lac-des-Plages           | Municipalité           | 475             | 168,2            | 2,82            |      |
| Lochaber                 | Municipalité de canton | 446             | 70               | 6,37            |      |
| Lochaber-Partie-Ouest    | Municipalité de canton | 926             | 66               | 14,03           |      |
| Mayo                     | Municipalité           | 704             | 77,5             | 9,08            |      |
| Montebello               | Municipalité           | 934             | 10,5             | 88,95           |      |
| Montpellier              | Municipalité           | 1 112           | 266              | 4,18            |      |
| Mulgrave-et-Derry        | Municipalité           | 461             | 319              | 1,45            |      |
| Namur                    | Municipalité           | 633             | 58,1             | 10,9            |      |
| Notre-Dame-de-Bonsecours | Municipalité           | 285             | 281,3            | 1,01            |      |
| Notre-Dame-de-la-Paix    | Municipalité           | 675             | 107,5            | 6,28            |      |
| Notre-Dame-de-la-Salette | Municipalité           | 841             | 117,87           | 7,13            |      |
| Papineauville            | Municipalité           | 2 153           | 64,9             | 33,17           |      |
| Plaisance                | Municipalité           | 1 129           | 50,2             | 22,49           |      |
| Ripon                    | Municipalité           | 1 735           | 136,1            | 12,75           |      |
| Saint-André-Avellin      | Municipalité           | 3 562           | 139              | 25,63           |      |
| Saint-Sixte              | Municipalité           | 490             | 87,6             | 5,59            |      |
| Saint-Émile-de-Suffolk   | Municipalité           | 512             | 59,2             | 8,65            |      |
| Thurso                   | Ville                  | 3 084           | 7,4              | 416,76          |      |
| Val-des-Bois             | Municipalité           | 920             | 245,6            | 3,75            |      |
| Total                    | Total                  | 24 308          | 3 205,9          | 7,58            |      |

## Urbanisme
La Cycl-o-Route est un circuit cyclable d'une longueur de 200 km à travers les MRC de Papineau et d'Argenteuil au Québec, et les comtés unis de Prescott et Russell en Ontario, inauguré en 2013.

## Histoire
Historiquement et culturellement cette région est connue encore de nos jours sous le nom La Petite-Nation en référence au Weskarinis. Son nom lui vient de la seigneurie de La Petite-Nation, établie à l'époque de la Nouvelle-France. Les guides touristiques utilisent cette même appellation pour décrire ses attraits. La MRC de Papineau a été constituée de 1er janvier 1983. Son territoire reprend la partie orientale de l'ancien comté de Papineau, lequel couvrait également une grande partie des Collines-de-l'Outaouais et de Gatineau.
Arguant vouloir faire partie d'une MRC dont les autres municipalités ont des caractéristiques plus semblables aux siennes, la municipalité de Notre-Dame-de-la-Salette, alors incluse dans la MRC des Collines-de-l'Outaouais, demande au gouvernement du Québec, avec l'accord des représentants des deux MRC concernées de voir son territoire transféré dans celui de la MRC de Papineau. Le 1er janvier 2022, l'intégration de la municipalité dans la MRC de Papineau est effective.

## Population
En 2006 la population de Papineau était de 20 367 habitants. De ce nombre 29 % habitant en milieu urbain soit dans les villes de Thurso, Papineauville et Saint-André-Avellin.  La population de Papineau est à 93 % francophone et 5 % anglophone. Papineau est aussi en majorité catholique avec 89 % de la population, le reste se divise entre les protestants (7 %) et les athées (4 %).

## Principales rivières
- Rivière Blanche (Lochaber-Ouest)
- Rivière La Petite Blanche (Thurso)
- Rivière de la Petite Nation